# Півплощина

Верхня півплощина

Півплощина в математиці — множина точок площини, що лежать по один бік від деякої прямої на цій площині.

## Координатні подання

### Декартові координати
Координати точок півплощини задовольняють нерівності:
{\displaystyle Ax+By+C>0}
де {\displaystyle A}, {\displaystyle B}, {\displaystyle C} — деякі сталі, причому {\displaystyle A} і {\displaystyle B} одночасно не дорівнюють нулю.
Якщо сама пряма {\displaystyle Ax+By+C=0} (межа півплощини) зараховується до цієї півплощини, то таку півплощину називають замкнутою.

### Комплексні координати
На комплексній площині {\displaystyle z=x+iy} розглядають:
- верхню півплощину {\displaystyle y={\text{Im }}z>0},
- нижню півплощину {\displaystyle y={\text{Im }}z<0},
- ліву півплощину {\displaystyle x={\text{Re }}z<0},
- праву півплощину {\displaystyle x={\text{Re }}z>0}.

## Властивості
- Дві точки лежать по один бік від прямої тоді й лише тоді, коли відрізок між ними не перетинається з цією прямою.
- Півплощина комплексної площини конформно відображається на коло за допомогою дробово-лінійної функції. Таке відображення з верхньої півплощини в одиничне коло (і назад) називають перетворенням Келі.